# NGC 3177
NGC 3177 je galaksija u zviježđu Lavu.

## Vanjske poveznice
- SEDS: NGC 3177